# رومن دانزه
رومن دانزه (انگلیسی: Romain Danzé؛ زادهٔ ۳ ژوئیهٔ ۱۹۸۶) بازیکن فوتبال اهل فرانسه است.
از باشگاه‌هایی که در آن بازی کرده‌است می‌توان به باشگاه فوتبال رن اشاره کرد.